# B-Dienst
De B-Dienst (Beobachtungsdienst) was de cryptologische dienst van de Duitse marine (de OKM) ten tijde van de Tweede Wereldoorlog. De dienst vond zijn oorsprong in de nasleep van de Eerste Wereldoorlog en boekte verscheidene successen vanaf de jaren 1920. In de hoogtijdagen van de dienst groeide deze tot zo'n 5000 man personeel. Het zinken in ondiep water van het Britse oorlogsschip Sikh (september 1942) bleek een goudader voor de dienst; verscheidene codeboeken van de geallieerden werden buit gemaakt. Nadat de geallieerden in 1943 een aantal gebroken versleutelingssystemen vervingen verloor de dienst gestaag zijn importantie. Het hoofdkwartier werd na de bombardementen van 1943 verlegd van Berlijn naar Eberswalde.